# Tannenbaum hadművelet
A Tannenbaum hadművelet (németül Unternehmens Tannenbaum, magyarulː fenyőfa) Svájc és Liechtenstein tervezett, ám végül meg nem történt katonai lerohanása és annektálása volt Németország és az Olasz Királyság által a második világháború idején. Az akciót eredetileg 1940 májusára tervezték, később június végére csúsztatták, majd egészen az év októberéig halasztották, később határozatlan időre felfüggesztették, és végül a szövetségesek normandiai partraszállásával vetették el.

## Háttér
A második világháború kitörése előtt Adolf Hitler többször is kijelentette, hogy Németország tiszteletben fogja tartani Svájc semlegességét egy katonai konfliktus esetén. 1937 februárjában biztosította Edmund Schulthess svájci szövetségi tanácsost, hogy "mindenkor, bármi történjék is, tiszteletben fogjuk tartani Svájc sérthetetlenségét és semlegességét", és ezt az ígéretét nem sokkal Lengyelország német megszállása előtt megismételte. Ezek azonban pusztán politikai manőverek voltak, amelyek célja Svájc passzivitásának biztosítása volt, a nácik valójában azt tervezték, hogy megszállják és bekebelezik az országot, miután legyőzték nyugati ellenségeiket a kontinensen. A fasiszta Olaszország vezetőjével, Benito Mussolinivel és külügyminiszterével, Galeazzo Cianóval 1941 júniusában tartott konferencián Hitler világosan kifejtette véleményét Svájcról: "Svájc rendelkezik a legundorítóbb és legnyomorultabb néppel és politikai rendszerrel. A svájciak az új Németország halálos ellenségei". 1942-ben Hitler az országot úgy emlegette, mint "egy pattanást Európa arcán", amelynek már nincs létjogosultsága, a svájciakat pedig "a német nép egy elvetemült ágaként" jellemezte. Ezen nézetek oka vélhetően az volt, hogy a német nemzetiségű svájciak inkább egy független országban éltek a francia és alemann anyanyelvű svájciakkal, mit sem hogy csatlakozzanak a Harmadik Birodalomhoz. Hitler továbbá úgy gondolta, hogy Svájc létezése az egykori Német-római Birodalom gyenge külpolitikájának következménye, és mivel 1942-re a térség újra német irányítás alá került, Svájc függetlensége értelmetlenné vált. Bár Hitler megvetette a svájciakat, ennek ellenére németként ismerte őket el, így az országot beolvasztani tervezte a majdan létrejövő pángermán államba ("Nagy-Németország"), melynek határait a Német-római Birodalom határai mentén húzták volna meg.

## Katonai előkészületek
A svájci kormány jóváhagyta a katonai kiadások növelését, amelynek első részletét, 15 millió svájci frankot (a 100 millió frankos többéves költségvetésből) a fegyveres erők korszerűsítésére fordították. A versailles-i szerződés német felmondása után ezt 90 millióra emelték. 1933-ban a K31 karabély lett a svájci hadsereg hivatalos gyalogsági puskája, amely könnyű kezelhetőségében, pontosságában és súlyában is ideálisabb volt a németek által használt Karabiner 98k-nál. A második világháború végéig a fegyverből közel 350 000 darabot gyártottak. 1939. augusztus 28-án összehívták a svájci Szövetségi Tanácsot, azzal a céllal, hogy hadseregtábornokot (général-t) válasszanak. E ranggal csak háború idején ruházták fel a svájci hadsereg főparancsnokát. Amikor a Wehrmacht megszállta Lengyelországot és megkezdődött a világháború, Henri Guisan megválasztott hadseregtábornok általános mozgósítást rendelt el és a meglévő három hadtestet Svájc keleti, északi és nyugati részére osztotta be, tartalékosokkal az ország középső és déli részén.
Németország 1940. június 25-én, Franciaország kapitulációjának napján kezdte el tervezni Svájc lerohanását. Ekkor a franciaországi német hadsereg három csoportból állt, 102 hadosztályban összesen kétmillió katonával. Guisan felismerve, hogy Svájc és Liechtenstein a megszállt Franciaország és a tengelyhatalmak által van körülhatárolva, kiadta a 10. számú hadműveleti parancsot, amely a meglévő svájci védelmi tervek teljes átdolgozását jelentette.
A Franciaországgal kötött fegyverszünet után Hitler a Svájc elleni invázió terveinek előkészítését követelte. Franz Halder, az Oberkommando des Heeres (OKH) vezetője visszaemlékezése alapján: "Folyamatosan hallottam Hitler Svájc elleni dühkitöréseiről, amelyek az ő mentalitásából adódóan bármelyik pillanatban a hadsereg katonai tevékenységéhez vezethettek volna." Otto-Wilhelm Kurt von Menges százados benyújtotta az invázió tervezetét. A támadást a Wilhelm von Leeb tábornagy és Wilhelm List altábornagy által vezetett Heeresgruppe 'C (HGr. C) és a 12. hadsereg hajtotta volna végre. Leeb személyesen felderítette a terepet, tanulmányozva a legígéretesebb inváziós útvonalakat, ahol a lehető legkisebb ellenállásba ütköztek volna. Menges a tervében megjegyezte, hogy a svájci ellenállás valószínűtlen, és hogy egy erőszakmentes egyesülés a legvalószínűbb eredmény. "Svájc jelenlegi politikai helyzete mellett" – írta – "előfordulhat, hogy békésen csatlakozik az ultimátum követeléséhez, így a háborús határátlépés után biztosítani kell a gyors átmenetet a békés invázióhoz". A németek terve egészen 1940 októberéig folyamatos felülvizsgálat alatt volt, ekkor a 12. hadsereg benyújtotta a negyedik változatot, ami ekkor kapta a Tannenbaum fedőnevet. A hadsereg vezérkara arra az álláspontra jutott, hogy Svájc határa földrajzi adottságai miatt nem ideális, a hegyek és erdők akadályoznák a sikeres inváziót.
Máig tisztázatlan okokból Hitler soha nem rendelte el az inváziót. Az egyik elmélet szerint a semleges Svájc ideális lett volna a nácik által összeharácsolt arany és más kincsek elrejtésére, és vereség esetén a háborús bűnösök menedékéül szolgált volna. Ez magyarázhatja azt is, hogy a náci Németország mindig is elismerte Svájc semlegességét. Egy egyszerűbb magyarázat szerint az ország elfoglalásából kevés stratégiai előny származott volna, viszont egy költséges és időigényes hadművelettel járt volna. Akárhogy is, a D-nap után a Tannenbaum hadműveletet felfüggesztették.

## Németország tervei Svájc irányítására
Németország politikai célja Svájc tervezett meghódításával az volt, hogy a "fajilag alkalmas" svájci lakosság nagy részét beintegrálja a német nép közé, és legalább a német nemzetiségű országrészek csatlakozzanak a Harmadik Birodalomhoz. Ezt a célt szem előtt tartva Heinrich Himmler 1941 szeptemberében megbeszélést folytatott beosztottjával, Gottlob Bergerrel különböző személyek alkalmasságáról a Svájc Németországgal való "újraegyesítésére" szolgáló birodalmi komisszáriusi posztra. Ennek a még kiválasztásra váró tisztviselőnek az lett volna a feladata, hogy elősegítse a svájci lakosság egyesülését a németországi németekkel. A Himmler-aktákban talált Aktion S című dokumentum részletesen ismertette a náci uralom Svájcban való létrehozásának tervezett folyamatát a Wehrmacht általi kezdeti meghódításától a teljes német tartományként való megszilárdításáig. Nem ismert, hogy ezt a tervet a német kormány magas rangú tagjai jóváhagyták-e.

### Olasz beavatkozás
Németország háborús szövetségese, az Olasz Királyság, Benito Mussolini uralma alatt területi követelései részeként Svájc olasz nyelvű területeit, különösen a svájci Ticino kantont kívánta megszerezni. Az olasz alpesi régiókban tett körútja során Mussolini azt nyilatkozta kíséretének, hogy "az Új Európában ... nem lehet négy-öt nagy államnál több; a kicsiknek nem lesz többé létjogosultságuk, és el kell tűnniük". Svájc jövőjét a tengelyhatalom uralta Európában 1940-ben Galeazzo Ciano olasz külügyminiszter és Joachim von Ribbentrop német külügyminiszter kerekasztal-konferenciáján vitatták meg, amelyen Hitler is részt vett. Ciano azt javasolta, hogy Svájcot felbomlása esetén a Nyugati-Alpok középső láncolata mentén osszák fel, mivel Olaszország saját háborús céljai részeként igényt tartott a demarkációs vonaltól délre eső területekre.